# صامويل اوليفي
صامويل اوليفي (بالإيطالية: Samuele Olivi)‏ (1 أغسطس 1980 بتشيزينا في إيطاليا - ) هو لاعب كرة قدم إيطالي في مركز الدفاع. شارك مع منتخب إيطاليا تحت 15 سنة لكرة القدم ومنتخب إيطاليا تحت 17 سنة لكرة القدم ومنتخب إيطاليا تحت 18 سنة لكرة القدم ومنتخب إيطاليا تحت 20 سنة لكرة القدم ومنتخب إيطاليا تحت 21 سنة لكرة القدم. أما مع النوادي، فقد لعب مع نادي أسكولي ونادي بياتشينزا ونادي بيسكارا ونادي تشيزينا ونادي ساليرنيتانا ونادي فينيزيا ونادي مانتوفا ونادي إيمولا ونادي غروسيتو وSantarcangelo Calcio ‏.

## روابط خارجية
- صامويل اوليفي على موقع قاعدة بيانات كرة القدم.إي يو (الإنجليزية)
- صامويل اوليفي على موقع Soccerway.com (الإنجليزية)
- صامويل اوليفي على موقع عالم كرة القدم.نت (الإنجليزية)